# Jure Matjašič
Jure Matjašič (Maribor, 31 maggio 1992) è un calciatore sloveno, centrocampista del Rudar Velenje.

## Palmarès

### Club

#### Competizioni nazionali
- Coppa di Slovenia: 1

Domžale: 2016-2017